# اچ‌دی ۸۳۱۸۳
اچ‌دی ۸۳۱۸۳ یک ستاره است که در صورت فلکی شاه‌تخته قرار دارد.